# WOKE UP
WOKE UP（ウォークアップ）は日本の7人組ガールズグループ・XGによる5枚目のシングル。2024年5月21日にXGALXからリリースされた。

## 概要
7人組ガールズグループ・XGによる2024年初のシングル。XGのシンボルである「狼」を随所に散りばめて製作された、全編英語詞のラップ楽曲。
紙ジャケット仕様のCD Ver.、12 inch.レコード仕様のVinyl Ver.、デジタルダウンロード配信の3つの規格でリリースされ、Vinyl Ver.は数量限定生産である。
メンバーのCOCONAがバリカンを用いて坊主にするシーンが特徴的なミュージック・ビデオは2025年現在で約8000万回再生され、XGの公式YouTubeチャンネル内で最も再生されたミュージック・ビデオになっている。
同年9月には日韓8人のラッパーがフューチャリングして製作された「WOKE UP REMIXX」がリリースされた。

## 収録曲
| #         | タイトル                   | 作詞                                  | 作曲                                     | 編曲                                  | 時間 |
| --------- | -------------------------- | ------------------------------------- | ---------------------------------------- | ------------------------------------- | ---- |
| 1.        | 「WOKE UP」                | JAKOPS / Chancellor / Shintaro Yasuda | JAKOPS / Chancellor / JAEYOUNG / Lyricks | JAKOPS / Chancellor / Shintaro Yasuda | 3:08 |
| 2.        | 「WOKE UP (INSTRUMENTAL)」 |                                       |                                          | JAKOPS / Chancellor / Shintaro Yasuda | 3:08 |
| 合計時間: | 合計時間:                  | 合計時間:                             | 合計時間:                                | 合計時間:                             | 6:16 |

## 音楽性
XGのプロデューサーであるJakopsと「LEFT RIGHT」から共同作業をするようになったChancellorに加え、様々な洋楽・K-POPアーティストの楽曲を手掛けるShintaro Yasudaなどが手掛ける当楽曲は、808ベースと東アジア特有のサウンドが特徴の全編ラップの楽曲となっている。サウンドには韓国のへグムや日本の胡弓、中国の二胡といった弦楽器を使用し、あらく強烈な雰囲気を醸しながらも、上品で真のXGの本質を体現した楽曲に仕上がっている。
またメンバーのCOCONAはインタビューにて以下のように述べている。
| 「                                           | 『WOKE UP』は、XGを全く新しい方向へ導く作品です。私たちは新たな挑戦に取り組むことを常に目指し、受け入れていきたいと考えています。この全編ラップの楽曲は、私たちのヒップホップのアイデンティティに戻り、そのカルチャーに深く根ざしています。XGとして立ち止まることはなく、大きな何かのはじまりに過ぎません。私たちは常にアップデートし、進化し続けていきます。 | 」 |
| —COCONA（Vogue Singaporeのインタビューより） | |    |

## アートワーク
今作のアートワークは「新しいXGの誕生と、私たち自身の存在を超越していく姿」を表現。その中で、グリルズを着用した口元が写し出されたジャケット写真は、XGのシンボルである「狼」を表現。尚ジャケット写真はグループのリーダーであるJURINの口元であり、グリルズ製作を専門に取り扱う「SAEMINIUM」が今回のためにオリジナルグリルズを製作した。グリルズはミュージック・ビデオにも登場する。

## ミュージック・ビデオ
監督は前作の「GRL GVNG」のミュージック・ビデオを製作したチョ・ギソクが担当。オオカミに扮したXGのメンバーが、それぞれのやり方で固定観念と枠を破壊し、新しいXGの誕生と自身が超越する存在であることを知らしめるSF映画的なストーリーとビジュアルが印象的な映像に仕上がっている。
XGのシンボルとも言える「狼」が今回のテーマで、監督の発案によるもの。実際に狼の形をしたフットボールのヘルメットや狼の目が入ったレザージャケット、狼の耳がついたヘッドドレスなどと衣装の随所に狼の要素が取り込まれている。これらは全てカスタムメイドであり、Bad Binch Tongtong、dipesta、Sapiensiなどといったブランドとのコラボレーションによって製作され、製作期間は約3週間を要した。
また、今作のミュージック・ビデオの中でもメンバーのCOCONAがバリカンで坊主姿にするシーンが象徴的で、COCONAは元々やってみたかった髪型の一つであったと説明し、「女性らしいファッションや、ヘアメイクに関係なく『世界中の方々が、ただありのままの自分を愛してほしい』ということを伝えたくて、坊主にしようと決心しました」と語っている。
Vogue Singapore誌はこのミュージック・ビデオを「K-POPがかつて反抗的で反骨精神にあふれていた時代を彷彿とさせる。新世代のグループがそれぞれ独自の演劇的な美しさを露わにし、それ自体がメッセージを発信していた時代だ」と評し、Liftedは「彼女たちがパーティーを壊そうとする狼に変身するストーリーとグラフィックはハリウッド映画風だ」と評している。

## プロモーション
5月初頭、21日のシングル発売に先駆け、原宿を中心とした街頭広告が掲示された。音源音盤リリース前に開催された自身初のワールドツアー「The First HOWL」の大阪公演ではダブルアンコールと称し、本楽曲が初披露された。
6月14日にはテレビ朝日系「MUSIC STATION」に出演し、本楽曲と「X-GENE」を日本のテレビ初披露した。尚、この番組が日本のテレビでの初歌唱・初パフォーマンスである。
リリース後の6月15日、16日には原宿GR8にて本作を引っ提げた期間限定イベントが開催され、MV監督であるチョ・ギソクが撮り下ろした写真の展示やコラージュアーティストのKOSUKE KAWAMURAとのコラボレーションアイテムが販売された。

## リミックス版
WOKE UP REMIXX（ウォークアップ・リミックス）は日本の7人組ガールズグループ・XGによる配信限定シングル。2024年9月20日にXGALXからリリースされた。2ndミニ・アルバム「AWE」にはこのバージョンが収録されている。
解説
XGのワールドツアー「The First HOWL」のJakopsによるDJプレイのコーナーにて先行披露された。
WOKE UP REMIXXはプロデューサーであるJakposが企画したリミックスで、フューチャリングには元2PMのリーダーであるJay Park、沖縄をルーツとしたラッパーのOZworldとAwich、自身がYouTubeで見つけたラッパーのAKLO、Jakopsの師匠と同級生のPaloalto、自身がファンであるVERBAL、Baechigiの元メンバーのTak、韓国のヒップホップシーンを牽引するDok2の合計8人が参加。
Jakopsは今回のリミックスについて、「記念すべき初のオールラップ曲だったので、ヒップホップカルチャーの中でその魅力を増幅させていく必要があると考えました。自分は日韓にルーツがあるし、日本と韓国にはしっかりとしたヒップホップシーンがあります。誰に『WOKE UP』のリミックスをやってもらいたいか想像していくと、あのメンバーになりました」と語っている。
収録曲
| #         | タイトル                          | 作詞                                                                            | 作曲                                | 編曲                                | 時間  |
| --------- | --------------------------------- | ------------------------------------------------------------------------------- | ----------------------------------- | ----------------------------------- | ----- |
| 1.        | 「INTRO」                         |                                                                                 | JAKOPS／CHANCELLOR                  |                                     | 0:36  |
| 2.        | 「WOKE UP REMIXX」                | JAKOPS／CHANCELLOR／Jay Park／OZworld／AKLO／Paloalto／VERBAL／Awich／Tak／Dok2 | JAKOPS／CHANCELLOR／Shintaro Yasuda | JAKOPS／CHANCELLOR／Shintaro Yasuda | 6:19  |
| 3.        | 「WOKE UP REMIXX (Acapella)」     | JAKOPS／CHANCELLOR／Jay Park／OZworld／AKLO／Paloalto／VERBAL／Awich／Tak／Dok2 | JAKOPS／CHANCELLOR／Shintaro Yasuda |                                     | 6:19  |
| 4.        | 「WOKE UP REMIXX (Instrumental)」 |                                                                                 | JAKOPS／CHANCELLOR／Shintaro Yasuda | JAKOPS／CHANCELLOR／Shintaro Yasuda | 6:19  |
| 合計時間: | 合計時間:                         | 合計時間:                                                                       | 合計時間:                           | 合計時間:                           | 19:33 |

## 評価
- VOGUE KOREAは本楽曲を「強烈な楽曲」と評価し、「この曲のビートとラップには、いかなる譲歩や妥協もないようだ。むしろ後退をせずに反対方向にわざわざ直進したようなヒップホップ音楽だ。ガールグループの歌の中で、この程度純度と密度を持ったヒップホップ音楽は今までなかった。 XGをK-POPと仮定すると、「WOKE UP」はK-POPの決定的な瞬間の1つとして歴史に残るだろう」と続けて述べた[19]。
- STEREOGUMはXGのカリスマ性やフローに着眼し、「メンバー全員が日本人女性で、ミュージック・ビデオの予算が無制限であると仮定した場合の初期のブロックハンプトン」と評価した[20]。
- InStyle誌は本楽曲を「グループがこれまでに提供してきたものよりもダークで、より不気味な雰囲気を持っている」を評している[21]。

## チャート成績

### 週間チャート
| 国       | チャート (2024)             | 最高位 |
| -------- | --------------------------- | ------ |
| 日本     | シングル (オリコン)         | 5      |
| 日本     | HOT 100 (Billboard Japan)   | 1      |
| 大韓民国 | アルバムチャート (サークル) | 12     |

- Spotifyのバイラルチャート「Viral 50」では日本やアメリカを含む34の国と地域のチャートにランクイン[25]。
- Billboard JapanではJAPAN HOT 100にて初登場5位、Global Japan Songs Excl. Japanでは初登場3位を記録し、翌週は首位を獲得[26]。Global Japan Songs Excl. Japanでの首位は自己最長の9週間連続記録を達成し[27]、その次週はアルバムの先行公開曲であり、新曲の「SOMETHING AIN'T RIGHT」が首位を獲得し、記録を打ち破った[28]。
- 国別のBillboard Japan Song Chartではアメリカ、ブラジル、南アフリカ、シンガポールの4ヶ国で3週連続首位を獲得[29]。

## 受賞

### 受賞
- MTV VMAJ 2025 - Best Visual Effects[30]

### ノミネート
- MUSIC AWARDS JAPAN - ベスト・オブ・リスナーズチョイス：国内楽曲 powered by Spotify[31]
- MUSIC AWARDS JAPAN - Top Global Hit From Japan[31]
- MUSIC AWARDS JAPAN - 最優秀国内ヒップホップ/ラップ楽曲賞[31]